# Michael Knight (personage)
Michael Arthur Knight, beter bekend als gewoon Michael Knight, is een personage uit de Amerikaanse televisieserie Knight Rider. Het personage wordt gespeeld door David Hasselhoff.

## Michael Long
Oorspronkelijk heette Michael Knight nog Michael Arthur Long. Op zijn 20e ging hij in het leger, en was onderdeel van de groene baretten. Hij vocht drie jaar lang in de Vietnamoorlog. Eenmaal werd hij gevangen, maar hij kon ontsnappen. Hierbij liep hij wel een verwonding op die een lichte hersenbeschadiging veroorzaakte, en waarvoor hij een metalen plaat in zijn schedel moest laten zetten.
Terug in Los Angeles werd Michael lid van de politie, waar hij zich een weg omhoog werkte naar detective-luitenant.
Na 10 jaar als politieagent te hebben gewerkt, ging het mis. Terwijl Michael op een undercovermissie was om een lading gestolen microchips te vinden in Las Vegas, werd hij verraden door een vrouwelijke informant. Hij werd in een hinderlaag gelokt en neergeschoten, waarna de schutter hem voor dood achterliet. De metalen plaat in zijn schedel beschermde hem, maar Michael raakte wel zwaargewond. Nog diezelfde avond werd hij officieel doodverklaard.

## Michael Knight
In werkelijkheid leefde Michael nog. In het geheim werd hij opgenomen door de Foundation for Law And Government (FLAG). De FLAG liet Michael plastische chirurgie ondergaan en gaf hem de nieuwe identiteit van Michael Knight. Na te zijn genezen kreeg Michael van FLAG-oprichter Wilton Knight het aanbod om zich bij zijn organisatie aan te sluiten. Wilton Knight overtuigde Michael om zijn werk voort te zetten en  Michael stemde uiteindelijk toe. Ter assistentie van zijn nieuwe baan kreeg Michael een nieuwe partner toegewezen, de geavanceerde auto KITT. Kort hierna kwam Wilton Knight te overlijden aan een ongeneeslijke ziekte, waar hij al geruime tijd aan leed.
Onder leiding van de nieuwe directeur van FLAG, Devon Miles, de vriend en vertrouweling van Wilton Knight, begint Michael daarna met het uitvoeren van missies voor FLAG. Bij deze missies wordt KITT regelmatig onderhouden door Bonnie Barstow, de hoofdmonteur van FLAG. Michaels eerste missie brengt hem weer in conflict met de criminelen die hem hadden neergeschoten.

## Achtergrond
Michael was een typische held, en een soort moderne ridder die als het kon geweld vermeed en niet graag vuurwapens gebruikte.
De metalen plaat in Michaels voorhoofd was volgens geruchten ook aangepast bij de operatie om radiogolven en signalen op te kunnen vangen. Dit gegeven werd volop verkend in de vele Knight Rider-boeken die naar aanleiding van de serie werden gemaakt, maar in de serie zelf kwam dit nauwelijks ter sprake.
Michaels gezicht is gemodelleerd naar dat van Wilton Knights biologische zoon, Garthe Knight.
In de film Knight Rider uit 2008 bleek Michael een zoon te hebben van wie hij vervreemd was geraakt. Deze zoon, Mike, speelde de hoofdrol in de nieuwe Knight Rider-serie.